# Grube Albert (Eschweiler)
Die Grube Albert ist ein ehemaliges Erzbergwerk, das 1 km südlich des Ortsausgangs des heutigen Eschweiler Stadtteils Hastenrath liegt. Es diente der Blei- und Zinkgewinnung und -aufbereitung. Fundamentreste ihrer Erzwäsche sind heute noch zu erkennen. Ihr Stollen diente der Hastenrather Bevölkerung im Zweiten Weltkrieg als Luftschutzraum.
Die Eschweiler Straßen „Albertshof“ und „Albertstraße“ sind nach der Grube benannt. Auch erinnert die 1966 so benannte Straße „Im Stollen“ an sie.
Auf dem Gebiet befindet sich das Naturschutzgebiet ACK-031 „Hastenrather Kalksteinbrüche - Albertsgrube“.

## Geschichte
1840 erfolgt die Konzessionierung auf Galmei, Bleierz und Eisenstein an die beiden Konzessionäre Witwe J. W. Heinen aus Hastenrath und Albert Ostländer aus Stolberg, nach dessen Vornamen die Grube benannt wird. Gefördert wurde das Erz aus mehreren Stollen und über den „Napoleonsweg“ per Pferd zur Hütte gefahren. Aufgefahren wurde der Förder- und Fahrstollen 1846 im Auftrage des Hauptanteilsinhabers Jakob Bredt. 1851 wird die Grube von der „Allianz“ betrieben, welche sie zwischen 1853 und 1859 an die Eschweiler Metallhütte „Concordia“ verpachtet. Nach der Liquidation der „Allianz“ kommt die Grube 1863 an Rainer Ahren aus Bergheim. Sie wird später mit der „Erzgrube Zufriedenheit“ vereinigt. 1906 gelangt sie an die Stolberger Gesellschaft und wird 1917 bei einer Teufe von 138 Metern wegen Unwirtschaftlichkeit endgültig geschlossen. Das Gelände der Grube gelangt 1932 im Zuge der Eingemeindung Hastenraths zu Eschweiler; zu jenem Zeitpunkt wird die Hastenrather „Stolberger Straße“ in „Albertstraße“ umbenannt.